# Корхов, Семён Михайлович
Семён Михайлович Корхов (1911, Одесса — 1979) — советский шашист (русские шашки и международные шашки), бронзовый призёр чемпионата СССР по русским шашкам 1930 года, чемпион Украины по русским шашкам 1936 года и бронзовый призёр 1937 года.
Участник Великой Отечественной войны.

## Биография
В шашки Семёна Корхова научил играть отец, который был страстным любителем этой игры. Первый успех к юному шашисту пришёл в 1925 году, когда он стал чемпионом пионерского лагеря. Затем в 1927 году занял первое место в одной из групп малого чемпионата Одессы, а на следующий год в финале чемпионата города поделил 3-4 места. Через год Семён Корхов и опытный перворазрядник И. Могилевский завоёвывают звание чемпиона Одессы. Это дало право выступить в первом малом чемпионате СССР. Затем в полуфинале чемпионата страны была серия побед (в том числе, над Владимиром Гиляровым и Игорем Тимковским), которая открыла путь в финал IV чемпионата СССР.
В финале чемпионата СССР 1930 года молодой шашист разделил 3-4 места с Владимиром Романовым, пропустив вперёд лишь Дмитрия Шебедева и Игоря Тимковского, и за этот успех получил звание мастера спорта СССР. Закончив вечерний машиностроительный техникум, Семён Корхов по комсомольской путёвке работает сначала на Сталинградском, а затем на Челябинском тракторном заводе. В этот период он редко играет. В 1935 году возвращается в Одессу и вновь приобщается к активным занятиям шашечным спортом, но в связи с длительным неучастием во всесоюзных турнирах он должен был подтвердить звание мастера спорта. Экзаменом оказался очередной чемпионат Украины (1936 года), который был им выигран. Работа на производстве в сочетании с учёбой в вечернем институте не позволяли часто выступать во всесоюзных турнирах.
С началом Великой Отечественной войны вместе со всеми родственниками эвакуировался в Стерлитамак, откуда в 1942 году ушёл на фронт. Командовал взводом сибиряков-пулемётчиков, имел боевые ордена и медали. В 1943 году был тяжело ранен и долго лечился в госпиталях. В декабре 1944 года, ещё лечась в госпитале, побеждает в Москве в тренировочном турнире мастеров, опередив на 2,5 очка всех соперников. Вернулся в родную Одессу в 1945 году, вместе с женой и сыном Эдиком. В послевоенные годы он неоднократно, выступал в финалах чемпионатов СССР. Он увлекался стоклеточными (ныне называемые международными) шашками, а в 1953 году окончательно переключился на международные шашки, пропагандистом которых он был давно (по его инициативе ещё в 1936 году в Одессе был проведён первый турнир на 100-клеточной доске).
По призыву партии инженер-механик Семён Корхов уезжает в отстающую МТС и за несколько лет вывел её в число передовых. Работал главным конструктором крупного завода, был председателем Одесской шашечной секции. 
Среди известных учеников Семёна Корхова его племянник гроссмейстер Михаил Корхов.
В 1979 году Семён Михайлович Корхов трагически погиб.